# Annona cherimola
La cerimolia (Annona cherimola Mill.) è una pianta appartenente alla famiglia Annonaceae originaria degli altipiani andini di Perù, Ecuador, Colombia e Bolivia, diffusa anche in Argentina, Cile, California, Florida, Palestina, Africa del sud, Nuova Zelanda e in vari paesi del Mediterraneo, tra i quali spicca in Italia la provincia di Reggio Calabria.
Il suo frutto nella terra d'origine è chiamato chirimuya, ma è volgarmente nota anche con l'appellativo inglese cherimoya o anona (che però indica anche il frutto di tutte le specie di genere Annona). Particolare il frutto attaccato all'albero con un tratto di ramo, non un semplice peduncolo. Contiene un elevato numero di semi. Nel Mediterraneo matura in autunno. Il sapore è sub-acido e delicato, a volte descritto come una miscela tra ananas, mango e fragola.

## Coltivazione

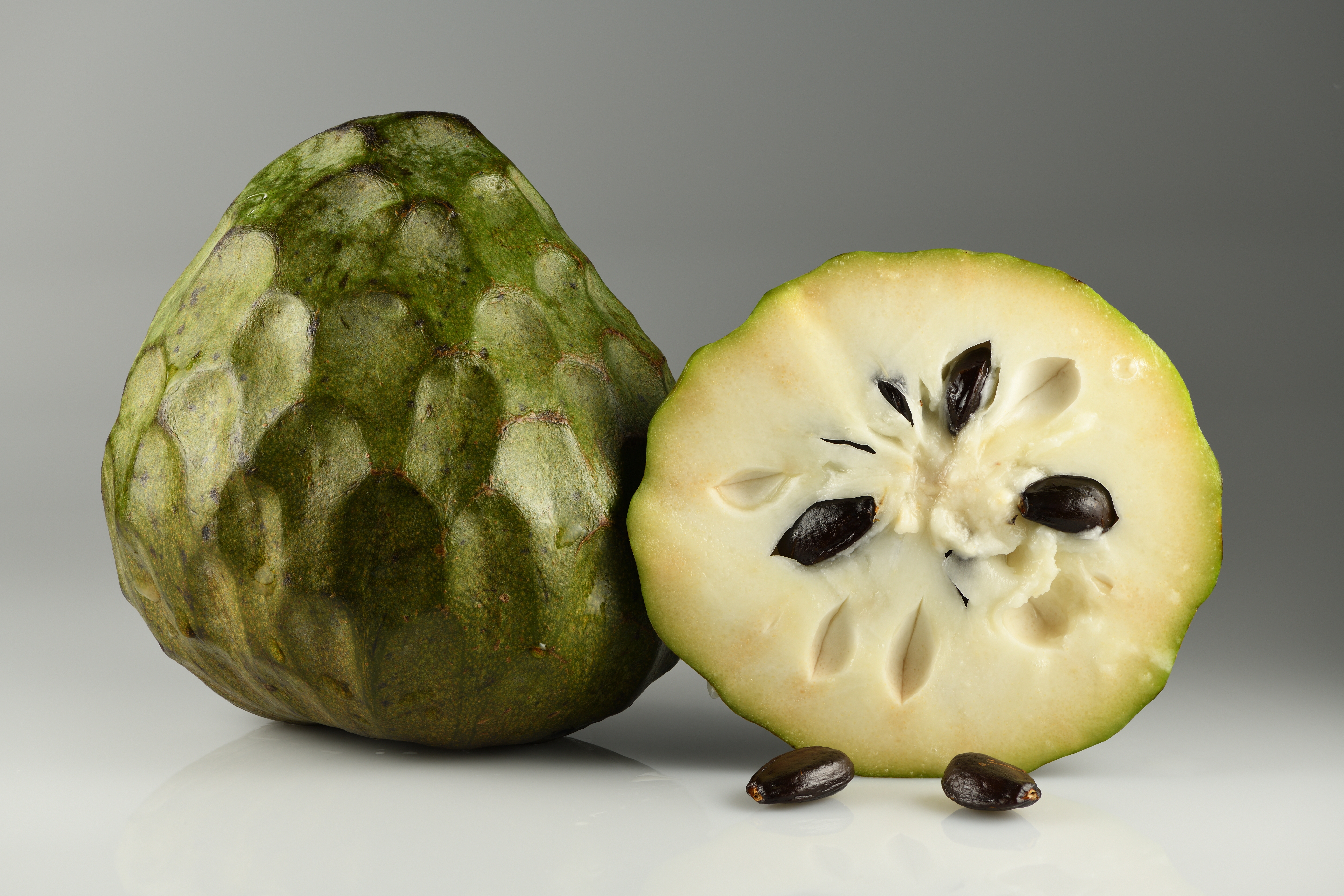
Frutti di A. cherimola

In Europa la cerimolia è ampiamente disponibile sui mercati a prezzi modici solo in Spagna, proveniente da notevoli estensioni di terra nella valle di Almuñécar, a Sud della Sierra Nevada.
In Italia, invece, la disponibilità di questo frutto è scarsa e perlopiù limitata alle grandi città, a eccezione delle poche zone nelle quali il frutto può essere coltivato (Sicilia orientale e provincia di Reggio Calabria in tutta la zona costiera che va da Bagnara Calabra a Melito Porto Salvo). Predilige i versanti collinari esposti a Sud e prossimi al mare. Quando cresce nel terreno caldo, raramente fruttifica e i frutti sono di qualità inferiore.
In Ecuador, la cerimolia cresce in zone con temperature medie annuali comprese tra 18 e 20 °C, con minime comprese tra 10 e 12 °C massime tra 26,5 e 30 °C. La cerimolia selvatica cresce comunemente in zone con piovosità annua tra 800 e 1.000 mm (concentrata in 8 mesi all'anno) e con tassi di umidità alti, compresi tra 75% e 85%.
In Italia, la pianta supera i 2 metri di altezza e presenta un fusto poco sviluppato ma con una chioma fitta e foglie larghe ed appuntite. La fioritura inizia a maggio e prosegue fino al mese di agosto (anche se in alcuni casi può arrivare fino ad ottobre); seguono poi le fasi di allegagione del frutto e di inizio maturazione tra fine agosto e settembre. La raccolta inizia a fine settembre e termina a metà dicembre.
Il frutto si presenta con una buccia liscia di colore verde-giallo e di forma irregolare e può anche superare i 900 gr di peso. La morbida polpa di color crema è poco succosa e ricca dei caratteristici semi neri.
La cerimolia matura in pochi giorni dopo la raccolta. Per prolungarne la durata è possibile conservarla in frigorifero. Se invece si vuole accelerare il processo di maturazione, si consiglia di avvolgere il frutto nella lana o nella paglia, antico rimedio dei nostri avi.
La cerimolia va gustata in purezza con l'ausilio di un cucchiaino. Il suo sapore esotico molto delicato ricorda quello della banana, dell'ananas e della fragola. Il grado di maturazione deve essere ottimale: alla vista il frutto si presenta sodo ma morbido al tatto, ancora verde, e il picciolo si stacca delicatamente. Quando il colore comincia a virare verso i toni del marroncino significa che gli zuccheri si stanno ossidando e il sapore è alterato.
Negli ultimi anni sono stati realizzati tantissimi dessert con la cerimolia quali il sorbetto, la confettura, crostate e gelati.

## Storia
Le origini di questo frutto sono molto antiche; sembra che gli Inca coltivassero la cerimolia nelle valli del Perù e dell'Ecuador. Da queste zone, la coltivazione si sarebbe diffusa in tutta l'America centrale e meridionale. Gli Inca soprannominarono questo frutto "chirimoya", ovvero "cuore freddo", per la sua forma a cuore e il colore verde. Con l'avvento dei "conquistadores" spagnoli, la cerimolia è stata diffusa nel Mediterraneo, in particolare in Spagna, oggi maggiore produttore mondiale.
In Italia arriva agli inizi dell'Ottocento grazie a studiosi ed estimatori, prima presso l'Orto botanico di Palermo, poi in Calabria, nella fascia costiera della provincia di Reggio Calabria. La cerimolia, infatti, si è sposata bene con gli impianti di agrumi e, già dal secolo scorso, in ogni appezzamento di terreno era presente almeno un esemplare di questa pianta.

## Proprietà organolettiche
La cerimolia è ricca di potassio e per questo motivo è indicata nelle diete di anziani, convalescenti, donne in gravidanza e bambini, anche in fase di svezzamento. Contiene, inoltre, fosforo, ferro, vitamine A, B1, B2, C.
La parte edibile del frutto è di circa l'80%, al netto della buccia e dei semi.